# Az ezüst kecske (film, 1912)
Az ezüst kecske Kertész Mihály 1912-ben bemutatott rövidfilmje Bródy Sándor azonos című regényéből (1898).
Kertész 1916-ban azonos címmel egész estés filmdrámát is forgatott.
Egyik filmnek sem maradt fenn példánya.

## Szereplők
- Várkonyi Mihály
- Leontine Kühnberg